# Tigidia bastardi
Tigidia bastardi là một loài nhện trong họ Barychelidae. Loài này phân bố ờ Madagascar.